# 地理座標系

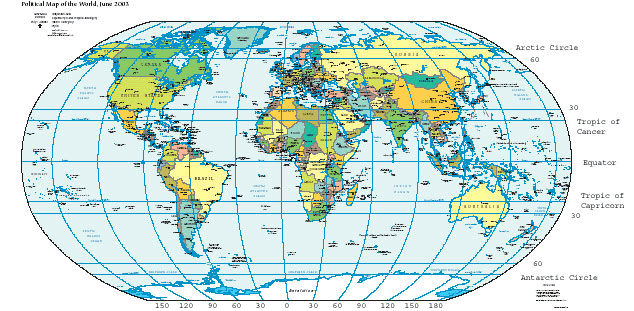
緯線（水平）と経線（垂直）を表示した地球の地図large version (pdf, 3.12MB)

地球の地理座標系。左が緯度、右が経度。

地理座標系（ちりざひょうけい、英: Geographic coordinate system）とは、地球および天体上の地点を表すための座標系である。
通常は地理座標の表現は、地球を回転楕円体（地球楕円体）と見なし、表面上地点において、水平位置を表す経緯度と垂直位置を表す高度との組み合わせの三座標値で表現される。

## 緯度と経度
緯度は、与えられた地球の表面点の垂線（鉛直線）と赤道面のなす角である。同じ緯度の地点を結んだ線は緯線と呼ばれ、赤道に平行な同心円になる。北極は北緯90°、南極は南緯90°である。0°の緯線は赤道であり、球面座標系の基本平面となる。赤道は地球を北半球と南半球に分割する。
経度は、与えられた地球の表面点を通り北極から南極に引いた経線と本初子午線とがなす角である。全ての経線は半円を描き、平行にはならず、北極と南極で一点に集まる。
ロンドン近郊のグリニッジ天文台の真下を通る経線（グリニッジ子午線）が本初子午線に選ばれている。これより東にある地点は東半球、西にある地点は西半球である。グリニッジの対蹠地の経度は西経180°であり、東経180°である。
これらの2つの座標を組み合わせることで、地球上のあらゆる場所を指定することができるが、高さ、深さに関しては考慮されない。

## ユニバーサル横メルカトル図法とユニバーサル極平射図法
ユニバーサル横メルカトル図法（UTM）とユニバーサル極平射図法（UPS）の座標系は、どちらも地球表面から等角写像の性質を有しつつ投射された、距離計量に基づいたデカルト格子を用いる。UTMは単射ではなく、それぞれが60の領域に対応する複射である。UPSは、UTMでカバーされない極地方を表すのに用いられる。日本では、UTMとは別に国土を19の地域に分けてガウス・クリューゲル図法により平面に投射させた「平面直角座標系」を設定している。

## 立体射影座標系
中世には、立体射影座標系が航海に用いられていたが、立体射影座標系は緯度-経度系に取って代わられた。
航海ではもう用いられていないが、立体射影座標系は現在でも材料科学の分野で結晶の幾何学的配置を表現するのに用いられている。

## 測地高度
地球上、内、上空の地形学的な位置の特定を完成させるためには地球表面からの垂直の高さを決定する必要がある。「表面」や「垂直」という用語が曖昧なため、より正確な海抜等の測地系が用いられるのが一般的である。それぞれの国が自身の測地系を定めている。例えば、日本では日本水準原点に基を置いている。

## デカルト座標系
球面座標系で表される全ての点は、三次元直交座標系で表すことができる。これは地図上の地点を記録するのに適した方法ではないが、距離の計算やその他の数学的操作を行うのには有益である。原点は通常、地球楕円体の中心に置く。日本では「地心直交座標系」として設定されている。

## 地球の形
地球の形は真球ではなく、おおよそ地球楕円体の形である。これは球の形に近いが、赤道部分が膨らみ、赤道周りの直径は極を結んだ直径より0.3%大きくなっている。短軸は自転軸とほぼ一致している。地図製作者は、地図を製作する領域を記述するのに最も適した楕円体を選択することができる。彼らはその後に楕円体を平面に表現するのに最も適した座標系を選択する。
初期の航海者は海を平面だと考えており、鉛直データが用いられたが、これは真実とはかなり異なる。地球はその重力場内で等しい位置エネルギーの層が何重にも重なったものだと考えることもできる。高さはその表面からの鉛直距離で測られる。これらの層の形は不規則であるが、おおよそ楕円体である。高さを定義するのにどの層を用いるかは任意である。我々が用いる基準の高さは、世界の海の平均海面高に近い値である。これはジオイドと呼ばれる。
地球は静的ではなく、プレート運動、地盤沈下、月や潮汐力による日周運動によって、地点間の相対的な位置は常に動いている。日周運動は、メートルのレベルに達する。大陸移動は1年に10cm、1世紀で10mになる。高気圧に覆われた地域は5mm程度沈んでいる。スカンジナビア半島は、前の氷期にできた氷床が溶けることによって1年に1cmずつ隆起しているが、隣のスコットランドは0.2cmしか隆起していない。これらの変化は、地域のデータを使う際には大したことがないが、GPSのデータを使う際には考慮する必要がある。

## 長さの単位としての経緯度の表現
地球を理想的な回転楕円体と見立てたとき、楕円体表面上での子午線弧長は緯度によって異なる値となり、平均的なおおよその値は、緯度1秒で31m、緯度1分で1.8km、緯度1度で110kmである。経線は極で交わり、1秒当たりの東西間の距離（平行圏弧長）もやはり緯度に依存する。赤道上でのおおよその値は、経度1秒で31m、経度1分は1.9km、経度1度で111kmである。緯度30°の地点では、経度1秒に相当する平行圏弧長は約27m、緯度60°では約16mである（以上理科年表による）。
緯度{\displaystyle \scriptstyle {\varphi }\,\!}の地点の経度1度当たりの平行圏弧長{\displaystyle \scriptstyle {l}\,\!}は、次の公式で表される（分や秒で表す時には、それぞれ60、3600で割ればよい）。
{\displaystyle l={\frac {\pi }{180}}\cdot {\frac {a\cos \varphi }{\sqrt {1-e^{2}\sin ^{2}\varphi }}}}
ここで、{\displaystyle \scriptstyle {a}\,\!}は地球の赤道半径、{\displaystyle \scriptstyle {e}\,\!}は離心率で、扁平率{\displaystyle \scriptstyle {f}\,\!}と{\displaystyle e={\sqrt {f(2-f)}}}の関係がある。
以下の表では、地球の赤道半径および扁平率{\displaystyle \scriptstyle {a,f}\,\!}は、GRS 80地球楕円体の値を採用し、それぞれ（正確に）6 378 137 m、1/298.257 222 101としている。
| 緯度 | 近傍の代表的な都市   | 度        | 分       | 秒      | ±0.0001° |
| ---- | -------------------- | --------- | -------- | ------- | -------- |
| 60°  | サンクトペテルブルク | 55.80 km  | 0.930 km | 15.50 m | 5.58 m   |
| 45°  | ボルドー             | 78.85 km  | 1.314 km | 21.90 m | 7.89 m   |
| 30°  | ニューオーリンズ     | 96.49 km  | 1.608 km | 26.80 m | 9.65 m   |
| 15°  | マニラ               | 107.55 km | 1.793 km | 29.88 m | 10.76 m  |
| 0°   | キト                 | 111.32 km | 1.855 km | 30.92 m | 11.13 m  |

## 測地系
緯度や経度の値は、いくつかの異なる測地データに基づいている。そのうち最も一般的なものは、全てのGPS装置で使われているWGS 84である。しかしその他のデータも、それぞれの地域を表現するのに最も適しているとして、各国の地図製作組織に用いられているため、重要である。簡単な翻訳によって、ある作図法の座標系から別の系に変換できることもある。例えば、ETRF89 (GPS)からIrish Gridに変換するには、東に49m足し、北に23.4m引けばよい。正確には、ヘルメルト変換を行う必要がある。これには、球面座標系から直交座標系、またその逆への変換も含まれる。
主な地理情報システムのソフトでは、緯度/経度のデータは'Geographic Coordinate System'で表示されることが多い。例えば、1983年のNorth American Datum（NAD83）は、'GCS North American 1983'と表示される。

## 静止衛星
放送衛星など静止軌道の衛星は、地球の緯度0（赤道上空）で、一定の経度の位置に静止している。